# Jana Zemljarič Miklavčič
Jana Zemljarič Miklavčič, slovenska jezikoslovka in slovenistika, * 28. junij 1966, † 27. december 2010, Ljubljana.

## Življenje
Jana Zemljarič Miklavčič je na Filozofski fakulteti v Ljubljani diplomirala iz slovenskega jezika in primerjalne književnosti. Po letu 1991, po temeljiti prestrukturizaciji Centra za slovenščino kot drugi/tuji jezik FF v Ljubljani, se je zaposlila kot strokovna tajnica programa tečajev slovenščine na omenjenem Centru. Več let je vodila Poletno šolo slovenskega jezika. V obdobju 1996–2000 je bila tajnica Slavističnega društva Slovenije. Leta 2009 se je kot docentka z doktoratom zaposlila na Oddelku za prevajalstvo FF v Ljubljani, kjer je izvajala predavanja in seminarje na temo slovenske družbe, kulture in literature, razumevanja in tvorjenja besedil v slovenskem jeziku ter slovenskega besediloslovja in analize diskurza.

## Delo
Področji njenega strokovnega dela sta bili slovenščina kot tuji jezik (iz tega področja je 2001 magistrirala) in korpusno jezikoslovje (leta 2007 je zagovarjala doktorsko disertacijo o govornih korpusih, ki je leto kasneje v predelani obliki izšla pri Znanstveni založbi Filozofske fakultete v Ljubljani). Njeno delo na Centru za slovenščino kot drugi/tuji jezik je zajemalo koordinacijo projektov Sporazumevalni prag za slovenščino, Slovenščina na daljavo, 1st click on Slovene, 2nd click on Slovene in Tools for Online and Offline Language Learning. Souredila in pripravila je več učbenikov in vadnic za učenje slovenščine za tujce. V okviru doktorske disertacije je zgradila Učni korpus govorjene slovenščine.

## Izbrana bibliografija
- Jezikoslovni vidiki slovenščine kot tujega jezika: magistrsko delo. Ljubljana, 2001. 191 str. (COBISS)
- Načela oblikovanja govornega korpusa slovenščine: doktorska disertacija. Ljubljana, 2007. 265 str. (COBISS)
- Govorni korpusi. Ljubljana: Znanstvena založba Filozofske fakultete, Oddelek za prevajalstvo, 2008 (Zbirka Prevodoslovje in uporabno jezikoslovje). 264 str. (COBISS)
- Jana Zemljarič Miklavčič idr. (ur.): Izzivi jezika: zbornik študentskih strokovnih besedil s področja prevajanja. Ljubljana : Znanstvena založba Filozofske fakultete, 2009. [Elektronski vir] (COBISS)